# Josif Kricheli
Josif Michailovič Kricheli (Tskhinvali, 10 maggio 1931 – Sukhumi, 22 settembre 1988) è stato un compositore di scacchi georgiano-sovietico.
Cominciò ad interessarsi alla composizione scacchistica all'età di 16 anni. Da allora ha composto circa 200 studi e circa 600 problemi. Negli studi ha scelto di solito temi classici, come la patta per stallo o la patta posizionale. Ha vinto nove primi premi in concorsi di composizione di studi. Ha composto problemi di tutti i tipi, ma per la maggior parte di aiutomatto. Ha ottenuto circa 80 primi premi in concorsi di composizione problemi.
Ha partecipato a 7 campionati sovietici individuali di composizione. I migliori risultati sono stati la vittoria nel 15º campionato del 1984 ed il 2º-10º posto nel 1983.
Nel 1984 la FIDE lo ha nominato Grande Maestro della composizione.
Kricheli era laureato in fisica.

## Uno studio di Josif Kricheli
|   | a | b | c | d | e | f | g | h |   |
| 8 | c8 alfiere del bianco · h8 alfiere del bianco · a7 re del bianco · f6 cavallo del bianco · d5 pedone del nero · f5 pedone del bianco · c3 pedone del nero · e2 alfiere del nero · a1 alfiere del nero · h1 re del nero | c8 alfiere del bianco · h8 alfiere del bianco · a7 re del bianco · f6 cavallo del bianco · d5 pedone del nero · f5 pedone del bianco · c3 pedone del nero · e2 alfiere del nero · a1 alfiere del nero · h1 re del nero | c8 alfiere del bianco · h8 alfiere del bianco · a7 re del bianco · f6 cavallo del bianco · d5 pedone del nero · f5 pedone del bianco · c3 pedone del nero · e2 alfiere del nero · a1 alfiere del nero · h1 re del nero | c8 alfiere del bianco · h8 alfiere del bianco · a7 re del bianco · f6 cavallo del bianco · d5 pedone del nero · f5 pedone del bianco · c3 pedone del nero · e2 alfiere del nero · a1 alfiere del nero · h1 re del nero | c8 alfiere del bianco · h8 alfiere del bianco · a7 re del bianco · f6 cavallo del bianco · d5 pedone del nero · f5 pedone del bianco · c3 pedone del nero · e2 alfiere del nero · a1 alfiere del nero · h1 re del nero | c8 alfiere del bianco · h8 alfiere del bianco · a7 re del bianco · f6 cavallo del bianco · d5 pedone del nero · f5 pedone del bianco · c3 pedone del nero · e2 alfiere del nero · a1 alfiere del nero · h1 re del nero | c8 alfiere del bianco · h8 alfiere del bianco · a7 re del bianco · f6 cavallo del bianco · d5 pedone del nero · f5 pedone del bianco · c3 pedone del nero · e2 alfiere del nero · a1 alfiere del nero · h1 re del nero | c8 alfiere del bianco · h8 alfiere del bianco · a7 re del bianco · f6 cavallo del bianco · d5 pedone del nero · f5 pedone del bianco · c3 pedone del nero · e2 alfiere del nero · a1 alfiere del nero · h1 re del nero | 8 |
| 7 | c8 alfiere del bianco · h8 alfiere del bianco · a7 re del bianco · f6 cavallo del bianco · d5 pedone del nero · f5 pedone del bianco · c3 pedone del nero · e2 alfiere del nero · a1 alfiere del nero · h1 re del nero | c8 alfiere del bianco · h8 alfiere del bianco · a7 re del bianco · f6 cavallo del bianco · d5 pedone del nero · f5 pedone del bianco · c3 pedone del nero · e2 alfiere del nero · a1 alfiere del nero · h1 re del nero | c8 alfiere del bianco · h8 alfiere del bianco · a7 re del bianco · f6 cavallo del bianco · d5 pedone del nero · f5 pedone del bianco · c3 pedone del nero · e2 alfiere del nero · a1 alfiere del nero · h1 re del nero | c8 alfiere del bianco · h8 alfiere del bianco · a7 re del bianco · f6 cavallo del bianco · d5 pedone del nero · f5 pedone del bianco · c3 pedone del nero · e2 alfiere del nero · a1 alfiere del nero · h1 re del nero | c8 alfiere del bianco · h8 alfiere del bianco · a7 re del bianco · f6 cavallo del bianco · d5 pedone del nero · f5 pedone del bianco · c3 pedone del nero · e2 alfiere del nero · a1 alfiere del nero · h1 re del nero | c8 alfiere del bianco · h8 alfiere del bianco · a7 re del bianco · f6 cavallo del bianco · d5 pedone del nero · f5 pedone del bianco · c3 pedone del nero · e2 alfiere del nero · a1 alfiere del nero · h1 re del nero | c8 alfiere del bianco · h8 alfiere del bianco · a7 re del bianco · f6 cavallo del bianco · d5 pedone del nero · f5 pedone del bianco · c3 pedone del nero · e2 alfiere del nero · a1 alfiere del nero · h1 re del nero | c8 alfiere del bianco · h8 alfiere del bianco · a7 re del bianco · f6 cavallo del bianco · d5 pedone del nero · f5 pedone del bianco · c3 pedone del nero · e2 alfiere del nero · a1 alfiere del nero · h1 re del nero | 7 |
| 6 | c8 alfiere del bianco · h8 alfiere del bianco · a7 re del bianco · f6 cavallo del bianco · d5 pedone del nero · f5 pedone del bianco · c3 pedone del nero · e2 alfiere del nero · a1 alfiere del nero · h1 re del nero | c8 alfiere del bianco · h8 alfiere del bianco · a7 re del bianco · f6 cavallo del bianco · d5 pedone del nero · f5 pedone del bianco · c3 pedone del nero · e2 alfiere del nero · a1 alfiere del nero · h1 re del nero | c8 alfiere del bianco · h8 alfiere del bianco · a7 re del bianco · f6 cavallo del bianco · d5 pedone del nero · f5 pedone del bianco · c3 pedone del nero · e2 alfiere del nero · a1 alfiere del nero · h1 re del nero | c8 alfiere del bianco · h8 alfiere del bianco · a7 re del bianco · f6 cavallo del bianco · d5 pedone del nero · f5 pedone del bianco · c3 pedone del nero · e2 alfiere del nero · a1 alfiere del nero · h1 re del nero | c8 alfiere del bianco · h8 alfiere del bianco · a7 re del bianco · f6 cavallo del bianco · d5 pedone del nero · f5 pedone del bianco · c3 pedone del nero · e2 alfiere del nero · a1 alfiere del nero · h1 re del nero | c8 alfiere del bianco · h8 alfiere del bianco · a7 re del bianco · f6 cavallo del bianco · d5 pedone del nero · f5 pedone del bianco · c3 pedone del nero · e2 alfiere del nero · a1 alfiere del nero · h1 re del nero | c8 alfiere del bianco · h8 alfiere del bianco · a7 re del bianco · f6 cavallo del bianco · d5 pedone del nero · f5 pedone del bianco · c3 pedone del nero · e2 alfiere del nero · a1 alfiere del nero · h1 re del nero | c8 alfiere del bianco · h8 alfiere del bianco · a7 re del bianco · f6 cavallo del bianco · d5 pedone del nero · f5 pedone del bianco · c3 pedone del nero · e2 alfiere del nero · a1 alfiere del nero · h1 re del nero | 6 |
| 5 | c8 alfiere del bianco · h8 alfiere del bianco · a7 re del bianco · f6 cavallo del bianco · d5 pedone del nero · f5 pedone del bianco · c3 pedone del nero · e2 alfiere del nero · a1 alfiere del nero · h1 re del nero | c8 alfiere del bianco · h8 alfiere del bianco · a7 re del bianco · f6 cavallo del bianco · d5 pedone del nero · f5 pedone del bianco · c3 pedone del nero · e2 alfiere del nero · a1 alfiere del nero · h1 re del nero | c8 alfiere del bianco · h8 alfiere del bianco · a7 re del bianco · f6 cavallo del bianco · d5 pedone del nero · f5 pedone del bianco · c3 pedone del nero · e2 alfiere del nero · a1 alfiere del nero · h1 re del nero | c8 alfiere del bianco · h8 alfiere del bianco · a7 re del bianco · f6 cavallo del bianco · d5 pedone del nero · f5 pedone del bianco · c3 pedone del nero · e2 alfiere del nero · a1 alfiere del nero · h1 re del nero | c8 alfiere del bianco · h8 alfiere del bianco · a7 re del bianco · f6 cavallo del bianco · d5 pedone del nero · f5 pedone del bianco · c3 pedone del nero · e2 alfiere del nero · a1 alfiere del nero · h1 re del nero | c8 alfiere del bianco · h8 alfiere del bianco · a7 re del bianco · f6 cavallo del bianco · d5 pedone del nero · f5 pedone del bianco · c3 pedone del nero · e2 alfiere del nero · a1 alfiere del nero · h1 re del nero | c8 alfiere del bianco · h8 alfiere del bianco · a7 re del bianco · f6 cavallo del bianco · d5 pedone del nero · f5 pedone del bianco · c3 pedone del nero · e2 alfiere del nero · a1 alfiere del nero · h1 re del nero | c8 alfiere del bianco · h8 alfiere del bianco · a7 re del bianco · f6 cavallo del bianco · d5 pedone del nero · f5 pedone del bianco · c3 pedone del nero · e2 alfiere del nero · a1 alfiere del nero · h1 re del nero | 5 |
| 4 | c8 alfiere del bianco · h8 alfiere del bianco · a7 re del bianco · f6 cavallo del bianco · d5 pedone del nero · f5 pedone del bianco · c3 pedone del nero · e2 alfiere del nero · a1 alfiere del nero · h1 re del nero | c8 alfiere del bianco · h8 alfiere del bianco · a7 re del bianco · f6 cavallo del bianco · d5 pedone del nero · f5 pedone del bianco · c3 pedone del nero · e2 alfiere del nero · a1 alfiere del nero · h1 re del nero | c8 alfiere del bianco · h8 alfiere del bianco · a7 re del bianco · f6 cavallo del bianco · d5 pedone del nero · f5 pedone del bianco · c3 pedone del nero · e2 alfiere del nero · a1 alfiere del nero · h1 re del nero | c8 alfiere del bianco · h8 alfiere del bianco · a7 re del bianco · f6 cavallo del bianco · d5 pedone del nero · f5 pedone del bianco · c3 pedone del nero · e2 alfiere del nero · a1 alfiere del nero · h1 re del nero | c8 alfiere del bianco · h8 alfiere del bianco · a7 re del bianco · f6 cavallo del bianco · d5 pedone del nero · f5 pedone del bianco · c3 pedone del nero · e2 alfiere del nero · a1 alfiere del nero · h1 re del nero | c8 alfiere del bianco · h8 alfiere del bianco · a7 re del bianco · f6 cavallo del bianco · d5 pedone del nero · f5 pedone del bianco · c3 pedone del nero · e2 alfiere del nero · a1 alfiere del nero · h1 re del nero | c8 alfiere del bianco · h8 alfiere del bianco · a7 re del bianco · f6 cavallo del bianco · d5 pedone del nero · f5 pedone del bianco · c3 pedone del nero · e2 alfiere del nero · a1 alfiere del nero · h1 re del nero | c8 alfiere del bianco · h8 alfiere del bianco · a7 re del bianco · f6 cavallo del bianco · d5 pedone del nero · f5 pedone del bianco · c3 pedone del nero · e2 alfiere del nero · a1 alfiere del nero · h1 re del nero | 4 |
| 3 | c8 alfiere del bianco · h8 alfiere del bianco · a7 re del bianco · f6 cavallo del bianco · d5 pedone del nero · f5 pedone del bianco · c3 pedone del nero · e2 alfiere del nero · a1 alfiere del nero · h1 re del nero | c8 alfiere del bianco · h8 alfiere del bianco · a7 re del bianco · f6 cavallo del bianco · d5 pedone del nero · f5 pedone del bianco · c3 pedone del nero · e2 alfiere del nero · a1 alfiere del nero · h1 re del nero | c8 alfiere del bianco · h8 alfiere del bianco · a7 re del bianco · f6 cavallo del bianco · d5 pedone del nero · f5 pedone del bianco · c3 pedone del nero · e2 alfiere del nero · a1 alfiere del nero · h1 re del nero | c8 alfiere del bianco · h8 alfiere del bianco · a7 re del bianco · f6 cavallo del bianco · d5 pedone del nero · f5 pedone del bianco · c3 pedone del nero · e2 alfiere del nero · a1 alfiere del nero · h1 re del nero | c8 alfiere del bianco · h8 alfiere del bianco · a7 re del bianco · f6 cavallo del bianco · d5 pedone del nero · f5 pedone del bianco · c3 pedone del nero · e2 alfiere del nero · a1 alfiere del nero · h1 re del nero | c8 alfiere del bianco · h8 alfiere del bianco · a7 re del bianco · f6 cavallo del bianco · d5 pedone del nero · f5 pedone del bianco · c3 pedone del nero · e2 alfiere del nero · a1 alfiere del nero · h1 re del nero | c8 alfiere del bianco · h8 alfiere del bianco · a7 re del bianco · f6 cavallo del bianco · d5 pedone del nero · f5 pedone del bianco · c3 pedone del nero · e2 alfiere del nero · a1 alfiere del nero · h1 re del nero | c8 alfiere del bianco · h8 alfiere del bianco · a7 re del bianco · f6 cavallo del bianco · d5 pedone del nero · f5 pedone del bianco · c3 pedone del nero · e2 alfiere del nero · a1 alfiere del nero · h1 re del nero | 3 |
| 2 | c8 alfiere del bianco · h8 alfiere del bianco · a7 re del bianco · f6 cavallo del bianco · d5 pedone del nero · f5 pedone del bianco · c3 pedone del nero · e2 alfiere del nero · a1 alfiere del nero · h1 re del nero | c8 alfiere del bianco · h8 alfiere del bianco · a7 re del bianco · f6 cavallo del bianco · d5 pedone del nero · f5 pedone del bianco · c3 pedone del nero · e2 alfiere del nero · a1 alfiere del nero · h1 re del nero | c8 alfiere del bianco · h8 alfiere del bianco · a7 re del bianco · f6 cavallo del bianco · d5 pedone del nero · f5 pedone del bianco · c3 pedone del nero · e2 alfiere del nero · a1 alfiere del nero · h1 re del nero | c8 alfiere del bianco · h8 alfiere del bianco · a7 re del bianco · f6 cavallo del bianco · d5 pedone del nero · f5 pedone del bianco · c3 pedone del nero · e2 alfiere del nero · a1 alfiere del nero · h1 re del nero | c8 alfiere del bianco · h8 alfiere del bianco · a7 re del bianco · f6 cavallo del bianco · d5 pedone del nero · f5 pedone del bianco · c3 pedone del nero · e2 alfiere del nero · a1 alfiere del nero · h1 re del nero | c8 alfiere del bianco · h8 alfiere del bianco · a7 re del bianco · f6 cavallo del bianco · d5 pedone del nero · f5 pedone del bianco · c3 pedone del nero · e2 alfiere del nero · a1 alfiere del nero · h1 re del nero | c8 alfiere del bianco · h8 alfiere del bianco · a7 re del bianco · f6 cavallo del bianco · d5 pedone del nero · f5 pedone del bianco · c3 pedone del nero · e2 alfiere del nero · a1 alfiere del nero · h1 re del nero | c8 alfiere del bianco · h8 alfiere del bianco · a7 re del bianco · f6 cavallo del bianco · d5 pedone del nero · f5 pedone del bianco · c3 pedone del nero · e2 alfiere del nero · a1 alfiere del nero · h1 re del nero | 2 |
| 1 | c8 alfiere del bianco · h8 alfiere del bianco · a7 re del bianco · f6 cavallo del bianco · d5 pedone del nero · f5 pedone del bianco · c3 pedone del nero · e2 alfiere del nero · a1 alfiere del nero · h1 re del nero | c8 alfiere del bianco · h8 alfiere del bianco · a7 re del bianco · f6 cavallo del bianco · d5 pedone del nero · f5 pedone del bianco · c3 pedone del nero · e2 alfiere del nero · a1 alfiere del nero · h1 re del nero | c8 alfiere del bianco · h8 alfiere del bianco · a7 re del bianco · f6 cavallo del bianco · d5 pedone del nero · f5 pedone del bianco · c3 pedone del nero · e2 alfiere del nero · a1 alfiere del nero · h1 re del nero | c8 alfiere del bianco · h8 alfiere del bianco · a7 re del bianco · f6 cavallo del bianco · d5 pedone del nero · f5 pedone del bianco · c3 pedone del nero · e2 alfiere del nero · a1 alfiere del nero · h1 re del nero | c8 alfiere del bianco · h8 alfiere del bianco · a7 re del bianco · f6 cavallo del bianco · d5 pedone del nero · f5 pedone del bianco · c3 pedone del nero · e2 alfiere del nero · a1 alfiere del nero · h1 re del nero | c8 alfiere del bianco · h8 alfiere del bianco · a7 re del bianco · f6 cavallo del bianco · d5 pedone del nero · f5 pedone del bianco · c3 pedone del nero · e2 alfiere del nero · a1 alfiere del nero · h1 re del nero | c8 alfiere del bianco · h8 alfiere del bianco · a7 re del bianco · f6 cavallo del bianco · d5 pedone del nero · f5 pedone del bianco · c3 pedone del nero · e2 alfiere del nero · a1 alfiere del nero · h1 re del nero | c8 alfiere del bianco · h8 alfiere del bianco · a7 re del bianco · f6 cavallo del bianco · d5 pedone del nero · f5 pedone del bianco · c3 pedone del nero · e2 alfiere del nero · a1 alfiere del nero · h1 re del nero | 1 |
|   | a | b | c | d | e | f | g | h |   |

Soluzione:
1. Ce4!!  dxe4
se 1. ...c2 2. Cg3+ Rg2 3. Cxe2 e patta
2. Ab7  Af3  se 2. ...c2 3. Axe4 e 4. Axc2

3. f6  c2
4. f7  Axh8
5. Axe4!  Axe4
6. f8=D  Ad4+
7. Rb8  Ae5+
se 7. ...c1=D 8. Dxf3+! Axf3 stallo

8. Ra7  Ad4+
se 8. ...c1=D 9. Dh6+! Dxh6 stallo

Sembra impossibile impedire che il pedone nero in c3 promuova, dopodiché il nero vincerebbe facilmente, ma il bianco trova una risorsa che gli assicura la patta.